# Октавіо
Октавіо Мерло Мантека (порт. Octávio Merlo Manteca, нар. 29 грудня 1993, Ріо-де-Жанейро) — бразильський футболіст, півзахисник клубу «Фіорентина».

## Ігрова кар'єра
Народився 29 грудня 1993 року в місті Ріо-де-Жанейро. Вихованець футбольної школи клубу «Ботафогу». Дорослу футбольну кар'єру розпочав 2013 року в основній команді того ж клубу, в якій провів два сезони, взявши участь у 1й матчах чемпіонату.
З березня по червень 2014 року на правах оренди захищав кольори команди «АБС».
7 липня 2014 року був взятий на сезон в оренду італійською «Фіорентиною» з правом викупу за 2 млн. євро.